# Chlorochaeta rufitornus
Chlorochaeta rufitornus är en fjärilsart som beskrevs av Louis Beethoven Prout 1916. Chlorochaeta rufitornus ingår i släktet Chlorochaeta, och familjen mätare. Inga underarter finns listade i Catalogue of Life.